# Alexandra Chidiac
Alexandra Carla Chidiac (Sydney, 15 gennaio 1999) è una calciatrice australiana, centrocampista del Como e della nazionale australiana.

## Carriera

### Club
Il 24 luglio 2025, viene ufficializzato l'ingaggio a titolo definitivo di Chidiac da parte del Como, militante nella Serie A Femminile, con cui firma un contratto triennale; si tratta della prima esperienza in Italia per la giocatrice australiana.

### Nazionale
All'inizio del 2015, appena sedicenne, Chidiac viene convocata per la prima volta con la nazionale maggiore per un tour in Nuova Zelanda, facendo il suo debutto il 12 febbraio 2015 sostituendo Lisa De Vanna nell'incontro vinto per 3-2 con la Nuova Zelanda.
Chidiac Viene nuovamente convocata in occasione dell'edizione 2017 dell'Algarve Cup, torneo dove marca due presenze.

## Palmarès

### Club
- Campionato spagnolo: 1

Atlético Madrid: 2018-2019
- Campionato australiano: 1

Melbourne City: 2015-2016

### Nazionale
- Tournament of Nations: 1

2017
- Cup of Nations: 2

2019, 2023